# Vintage Story
Vintage Story je sandboxová hra o přežití, kterou vyvinula a vydala společnost Anego Studios. Tyron a Irena Madlenerovi jsou zakladatelé společnosti Anego Studios, kteří začali vyvíjet samostatnou verzi dřívějšího módu pro Minecraft s názvem Vintagecraft. Starší verze hry je k dispozici ke stažení zdarma. Hra je v předběžném přístupu a lze ji hrát v režimu pro jednoho nebo více hráčů.

## Hratelnost
Postava hráče je vysoký humanoid, kterého hra a vývojáři nazývají seraf. Hra je obecně zaměřena na vytvoření realistického a pohlcujícího zážitku. Tvorba mnoha předmětů se točí kolem interakce s herním světem namísto grafického rozhraní. Například pro vytvoření hliněné misky hráči umisťují malé voxely do tvaru misky.
Mezi další aspekty hraní patří hledání nerostů a rud, chov zvířat a zemědělství a stavění. Dalším těžištěm hratelnosti je průzkum. Nekonečné světy s realistickými biomy, stejně jako náhodně generované struktury, poskytují hráčům poutavý zážitek.

## Vývoj
Hra je napsána v jazyce C# pomocí OpenTK a forku herního enginu ManicDigger. Většinu programování hry provedl Tyron Madlener a přispělo do ní několik open source přispěvatelů. 
Většina kódu hry je pod licencí čitelného zdrojového kódu na GitHubu společnosti Anego Studios.
Jedním z nejoblíbenějších prvků hry je její modifikační API, které je chváleno pro svou flexibilitu a kvalitu.